# Paradynasteuon
Il paradynasteuōn (in lingua greca παραδυναστεύων, "colui che governa a fianco") era un termine usato, specialmente nell'Impero bizantino, per designare un capo favorito, spesso occupate la posizione di primo ministro. 

## Storia
Probabilmente derivante da Tucidide, esso era usato nel tardo Impero romano per designare personaggi di grande autorità. Non era un titolo ufficiale o incarico, ma il termine era usato in maniera estensiva da cronisti come Theofane il Confessore o Theophanes Continuatus per designare uno stretto collaboratore dell'imperatore e capo dei ministri. Guadagnò più importanza durante il periodo dei Comneni e continuò ad essere usato dagli storici del periodo paleologo, anche se il termine più tecnico di  mesazōn ("mediatore") , alla fine venne a corrispondere ad un ufficio reale, ed in gran parte a sostituirlo.